# Wola Zadybska
Wola Zadybska – wieś w Polsce położona w województwie lubelskim, w powiecie ryckim, w gminie Kłoczew. 
W latach 1975–1998 miejscowość administracyjnie należała do województwa siedleckiego. 
Wieś jest sołectwem w gminie Kłoczew. Według Narodowego Spisu Powszechnego z roku 2011 wieś liczyła 396 mieszkańców.
Wola Zadybska jest siedzibą rzymskokatolickiej parafii Matki Bożej Nieustającej Pomocy.

## Historia
Wieś Wola Zadybska powstała w 2. połowie XV wieku. Została założona przez osadników z Zadybia nad niewielką strugą uchodzącą do Swarzyny, której pozostałości to dzisiejszy staw i rów melioracyjny. Jej pierwszy właściciel, wdowa Kczybasiowa, jest wzmiankowany w 1497 roku. 